# Silnice I/39
Die Silnice I/39 (tschechisch für: „Straße I. Klasse 39“) ist eine tschechische Staatsstraße (Straße I. Klasse).

## Verlauf
Die Straße führt von Kamenný Újezd (Steinkirchen), wo sie von der Silnice I/3 (Europastraße 55) nach Südwesten abzweigt, über Český Krumlov (Krumau), Horní Planá (Oberplan) und Volary (Wallern) nach Houžná (Hüblern) in der Gemeinde Lenora (Eleonorenhain), wo sie an der Silnice I/4 endet.
Die Länge der Straße beträgt rund 72 Kilometer.

## Geschichte
Von 1940 bis 1945 bildete der östliche Abschnitt der Straße einen Teil der Reichsstraße 341.